# Fuengirola Potros 2019
Questa voce raccoglie le informazioni riguardanti i Fuengirola Potros nelle competizioni ufficiali della stagione 2019.

## LNFA Serie A 2019

### Stagione regolare
| Maracena 19 gennaio 2019, ore 16:30 | Granada Lions | 0 – 13 referto | Fuengirola Potros | Ciudad Deportiva |

| Fuengirola 3 febbraio 2019, ore 12:00 | Fuengirola Potros | 8 – 64 referto | Las Rozas Black Demons | Polideportivo Elola |

| Murcia 9 febbraio 2019, ore 17:00 | Murcia Cobras | 41 – 0 referto | Fuengirola Potros | Estadio José Barnés |

| Fuengirola 24 febbraio 2019, ore 10:00 | Fuengirola Potros | 0 – 41 referto | Mallorca Voltors | Polideportivo Elola |

| Fuengirola 3 marzo 2019, ore 12:00 | Fuengirola Potros | 52 – 0 referto | Granada Lions | Polideportivo Elola |

| Las Rozas de Madrid 16 marzo 2019, ore 17:00 | Las Rozas Black Demons | 47 – 20 referto | Fuengirola Potros | Campo de Rugby El Cantizal |

| Fuengirola 24 marzo 2019, ore 12:00 | Fuengirola Potros | 8 – 26 referto | Murcia Cobras | Polideportivo Elola |

| Coslada 7 aprile 2019, ore 12:00 | Camioneros de Coslada | 46 – 18 referto | Fuengirola Potros | Polideportivo Valleaguado |

## Statistiche di squadra
| Competizione      | %Vittorie | In casa | In casa | In casa | In casa | In casa | In casa | In trasferta | In trasferta | In trasferta | In trasferta | In trasferta | In trasferta | Totale | Totale | Totale | Totale | Totale | Totale |
| Competizione      | %Vittorie | G       | V       | N       | P       | Pf      | Ps      | G            | V            | N            | P            | Pf           | Ps           | G      | V      | N      | P      | Pf     | Ps     |
| ----------------- | --------- | ------- | ------- | ------- | ------- | ------- | ------- | ------------ | ------------ | ------------ | ------------ | ------------ | ------------ | ------ | ------ | ------ | ------ | ------ | ------ |
| Stagione regolare | .250      | 4       | 1       | 0       | 3       | 68      | 131     | 4            | 1            | 0            | 3            | 51           | 134          | 8      | 2      | 0      | 6      | 119    | 265    |
| Totale            | .250      | 4       | 1       | 0       | 3       | 68      | 131     | 4            | 1            | 0            | 3            | 51           | 134          | 8      | 2      | 0      | 6      | 119    | 265    |